# Шмидт, Юлиан
Юлиа́н Шмидт (17 марта 1818 — 27 марта 1886) — немецкий журналист, издатель, литературный критик и историк литературы.

## Биография
Родился в Мариенвердере, Западная Пруссия. Изучал в Кенигсбергском университете историю и филологию, в 1842—1846 годах был учителем в реальном училище в Берлине, с 1847 года жил в Лейпциге, занимаясь литературным трудом. Он сотрудничал, а в 1848—1861 годах и издавал вместе с Густавом Фрейтагом журнал «Grenzboten». Как критик он был противником романтизма и отстаивал реализм; как политик он уже в эпоху революции отличался умеренностью своего либерализма. И с той, и с другой точки зрения он отрицательно относился и к «Молодой Германии», и в особенности к Генриху Гейне, третируя его так же, как и Берне, с крайним презрением. Статьи его составили основу книги «Geschichte der deutschen Nationallitteratur im XIX Jahrh.» (Лейпциг, 2 тома, 1853) и «Gesch. der französischen Litteratur seit der Revolution» (2 тома, Лейпциг, 1857; 2-е издание — 1873; «История французской литературы со времени революции 1789 года», русский перевод, 2 тома, — СПб, 1863—1864), из которых обе, и в особенности первая, были встречены немецкой публикой и критикой весьма сочувственно и создали автору видное положение в литературе. В них, как и в большинстве своих последующих историко-литературных произведений, Шмидт является гораздо меньше историком, чем критиком с политической тенденцией; исторических идей, исторического исследования, исторической перспективы в его сочинениях нет или очень мало. Первое из названных сочинений в 1855 году было дополнено новым томом под названием «Jena und Weimar» и впоследствии появилось в переработанном виде под заглавием «Gesch. d. deutschen Litteratur seit Lessings Tod» (5 изданий, 3 тома, Лейпциг, 1865—1867).
В 1861 году Шмидт оставил редакцию «Grenzboten» и Лейпциг и переселился в Берлин, где по поручению старолиберальной партии (Финке) стал во главе газеты «Berliner Allgemeine Zeitung» и редактировал её до прекращения её существования в 1863 году. «Боевая» позиция, занятая им в этой газете, вызвала против него вражду как со стороны крайних консерваторов, так и ещё более с левой стороны. Враждебное отношение к нему нашло своё выражение в остроумной, язвительной, хотя не всегда вполне добросовестной в цитатах из его произведений (что признано даже издателем сочинений Лассаля Бернштейном) брошюре «Herr Julian Schmidt, der Literarhistoriker mit Setzerschollen herausg. von F. Lassale» (Берлин, 1862, вошла в 3-й том Lassales «Reden und Schriften, herausg. von Bernstein», Берлин, 1893). В 1861—1863 годах Шмидт опубликовал двухтомную «Geschichte des geistigen Leben Deutschlands von Leibnitz bis auf Lessings Tod, 1681—1781» (Лейпциг). Перед смертью он занялся новой переработкой своих трудов по истории немецкой литературы, которые в окончательном виде появились в 5 томах уже после его смерти, под новым названием: «Gesch. der deutschen Litteratur von Leibnitz his auf unsere Zeit» (Берлин, 1886—95). В этой переработке труд Шмидта сильно отличается от предыдущих, между прочим, тем, что он является не только сборником отдельных характеристик, а исторической работой.
Из других критических работ Шмидта наиболее известны: «Обзор английской литературы XIX столетия» (1859; русский перевод — СПб, 1864); «Schiller und seine Zeitgenossen» (Лейпциг, 1859). Из политических памфлетов отдельной книгой появилась «Ueber die Notwendigkeit einer neuen Parteibildung» (Берлин, 1866), являвшаяся защитой Бисмарка и его политики; она была одним из произведений, подготовивших образование национал-либеральной партии. Очерки Шмидта, как литературные, так и политические, не вошедшие в предыдущие сочинения, были собраны в «Bilder aus dem geistigen Leben unserer Zeit» (Лейпциг, 1870—1874) и «Porträts aus dem XIX Jahrh.» (Берлин, 1878). В них находятся талантливые, хоть и односторонние характеристики современных автору немецких и иностранных писателей (между другими — Тургенева) и разные статьи. Из них в статье «Der Krieg gegen Frankreich» Шмидт горячо защищает политику Бисмарка по отношению к Франции, и, предсказывая, что Франция никогда не примирится с поражением, требует нанесения такого удара Франции, после которого она долго не оправилась бы. В 1878 году, когда Шмидту исполнилось шестьдесят лет, германский император Вильгельм I назначил ему пожизненную пенсию в 1500 марок ежегодно.